# Kieleńska Huta
Kieleńska Huta (dodatkowa nazwa w j. kaszub. Czelińskô Hëta) – wieś kaszubska w Polsce położona w województwie pomorskim, w powiecie wejherowskim, w gminie Szemud.
| SIMC    | Nazwa      | Rodzaj    |
| ------- | ---------- | --------- |
| 1015423 | Glinna     | część wsi |
| 0175366 | Mysze Góry | część wsi |
| 1015713 | Osiny      | część wsi |

We wsi znajduje się zabytkowa kapliczka i ponadstuletnia szkoła.
W latach 1975–1998 miejscowość administracyjnie należała do województwa gdańskiego.
Podczas zaboru pruskiego wieś nosiła nazwę niemiecką Köllnerhütte